# Bibliographisches Institut & F. A. Brockhaus
Bibliographisches Institut & F. A. Brockhaus AG war ein deutscher Verlag. Er bestand bis 2009 mit Sitz in Mannheim mit den Marken Brockhaus, Duden, Meyers, Harenberg und Weingarten – Entstanden war das Verlagshaus 1984 durch die Vereinigung der Bibliographisches Institut AG mit F. A. Brockhaus.
Mit dem Verkauf der Brockhaus-Markenrechte und aller Contents an die Bertelsmann-Tochter Arvato und der Übernahme der Aktienmehrheit durch die Cornelsen Verlagsholding wurde die Aktiengesellschaft zerschlagen. Der als Rechtsnachfolger verbliebene Buchverlag, der sich komplett aus dem Geschäftsfeld lexikalischer Nachschlagewerke zurückgezogen hat, firmierte bis 2022 unter Bibliographisches Institut GmbH.

## Geschichte

### F. A. Brockhaus
Als Beginn des Verlages F. A. Brockhaus wird die Gründung des Verlages „Rohloff & Co.“ am 15. Oktober 1805 in Amsterdam durch den Kaufmann Friedrich Arnold Brockhaus angesehen, der zuvor mit einem Handel für Wollstoffe gescheitert war. Da Brockhaus kein Mitglied der örtlichen Buchhändlergilde war, erfolgte die Gründung über einen Strohmann, den Buchdrucker J. G. Rohloff. 1807 erfolgte die Umbenennung in „Kunst- und Industrie-Comptoir“. Bis 1809 versuchte sich Brockhaus in der Einfuhr französischer und deutscher Werke. 1810 konnte Brockhaus das „Conversations-Lexikon“ fertigstellen, das er 1808 in Leipzig in unvollendetem Zustand erworben hatte. Nach einem kurzen Aufenthalt in Leipzig zog er 1811 nach Altenburg um.
1814 wurde das Geschäft in „F. A. Brockhaus“ umbenannt, und zwischen 1817 und 1818 zog der Verlag nach Leipzig in dessen Graphisches Viertel um, wo Brockhaus später auch eine eigene Druckerei betrieb. Bis 1849 erschienen jährlich über 30 neue Werke, neben enzyklopädischen und wirtschaftlichen Arbeiten auch Biografien, Reiseliteratur und Belletristik. 1871 wurde eine Filiale in Berlin eröffnet, 1890 in Paris und 1891 in London, die sich jedoch nicht lange halten konnte. 1921 beschäftigte das Unternehmen 600 Mitarbeiter, nach der Weltwirtschaftskrise Anfang der 1930er Jahre noch 400.
In der der NS-Zeit unterlag die Produktion einer Zensur durch die Prüfungskommission zum Schutze des NS-Schrifttums, wodurch in der 15. Auflage des Großen Brockhaus über 100 Beiträge verändert werden mussten. Durch zusätzliche Druckaufträge für Sammelbilder und Zeitschriften wuchs das Unternehmen auf über 1.000 Mitarbeiter.
Im Sommer 1945 schloss sich Hans Brockhaus einem von US-Truppen organisierten Verleger-Konvoi nach Wiesbaden an, wo ein neuer Verlagsteil mit dem Namen seines Sohnes Eberhard Brockhaus entstand. Hans‘ Onkel Fritz Brockhaus blieb in Leipzig. Am 1. Juli 1946 schlossen beide Unternehmen einen Vertrag, wonach sie gemeinsam die Rechte des Stammhauses ausübten, nachdem der Leipziger Verlag im April eine Lizenz von der SMAD erhalten hatte.

### Leipzig bis 1990
Nach Gründung der DDR setzte im Sommer 1950 eine Kampagne gegen den Brockhaus-Verlag ein, die mit Attacken in den Medien, Beschlagnahmungen und intensiven Prüfungen durch das Finanzamt verbunden waren. 1952 kam es schließlich zu einem Prozess vor dem Leipziger Landgericht, in dessen Ergebnis der Verlag 1953 verstaatlicht und als „VEB Brockhaus Leipzig“ weitergeführt wurde. Nach der Enteignung in Leipzig nannte das Wiesbadener Haus sich wieder „F. A. Brockhaus“. Im Zuge der Profilierung des DDR-Verlagswesens kam es 1963 zur Festschreibung des neuen Brockhaus-Profils in Leipzig als Verlag für Reise- und Wanderliteratur. Bis 1980 erschienen insgesamt 750 Titel beim „VEB Brockhaus“, davon 92 % Reiseliteratur und Bildbände und 8 % in Form von Speziallexika. Im Jahr 1988 wurden 60 Titel verlegt, davon 36 Neuerscheinungen und 24 Nachauflagen. Der Umsatz belief sich auf 13,7 Mio. Mark der DDR, womit 1,4 Mio. Mark Gewinn erwirtschaftet wurden.

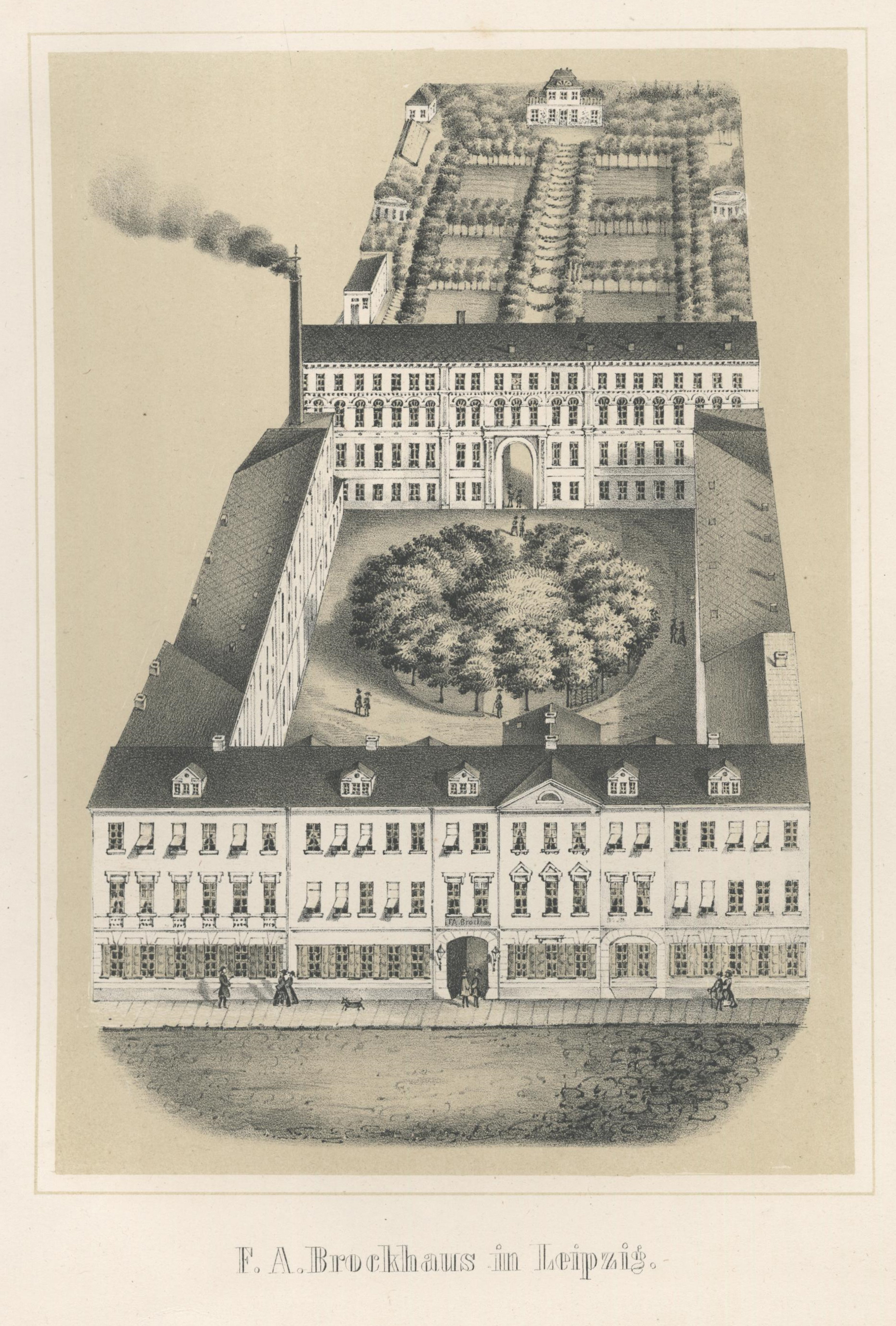
F.A. Brockhaus in Leipzig (1856)
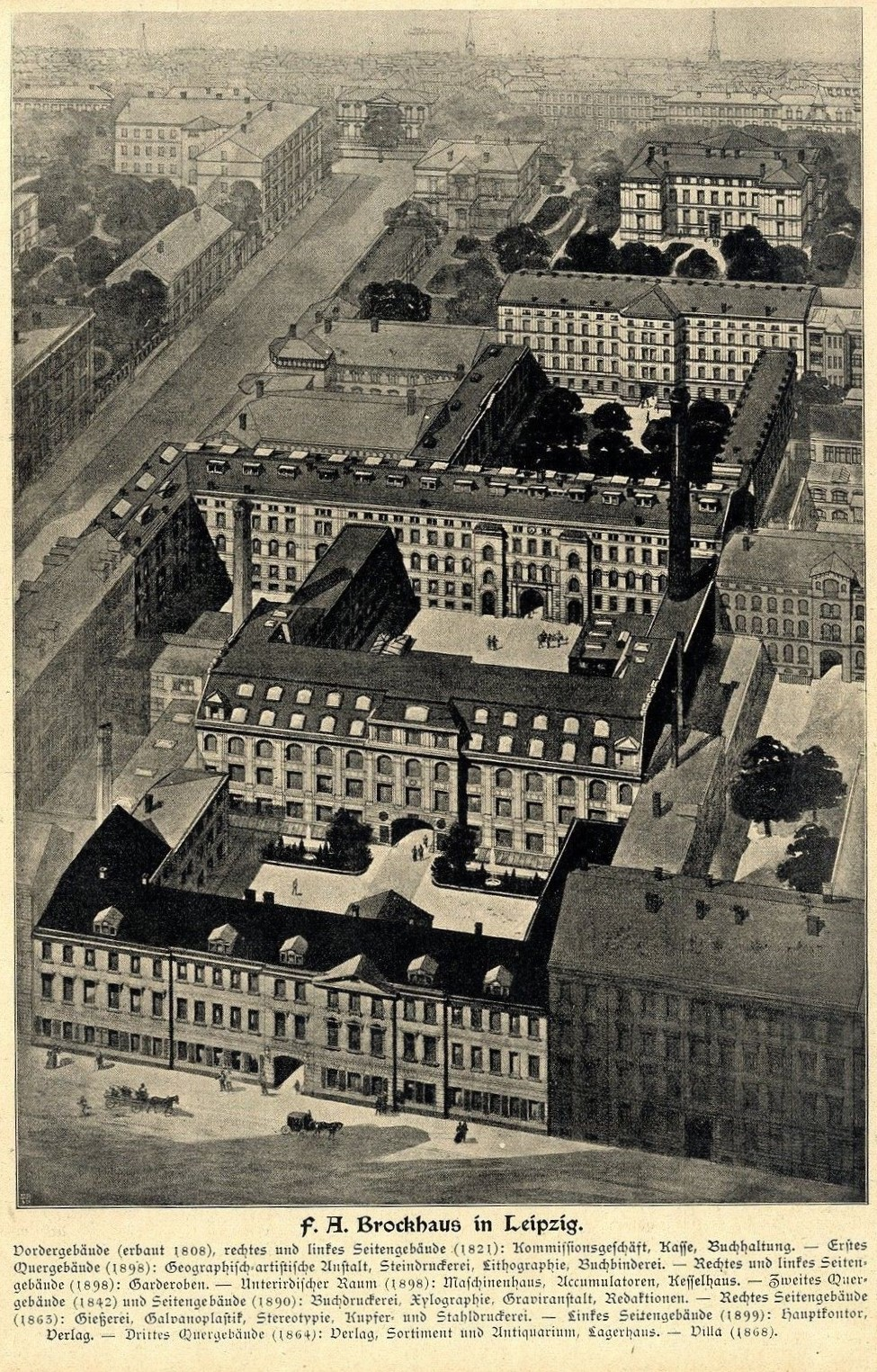
Verlag und Druckerei F.A. Brockhaus im Leipziger Graphischen Viertel zwischen Querstraße (unten) und Salomonstraße, oben die ehemalige Villa Brockhaus Salomonstraße 17 (1899)
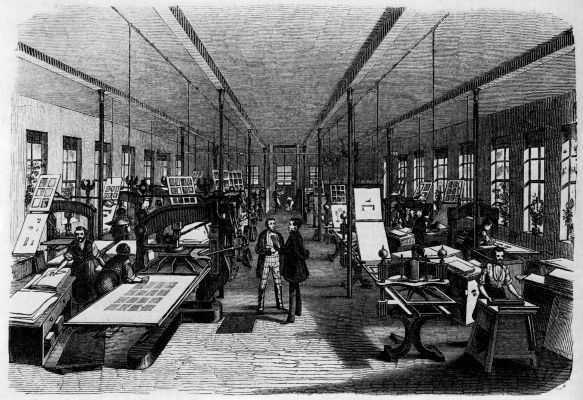
Druckersaal bei F.A. Brockhaus in Leipzig, um 1870
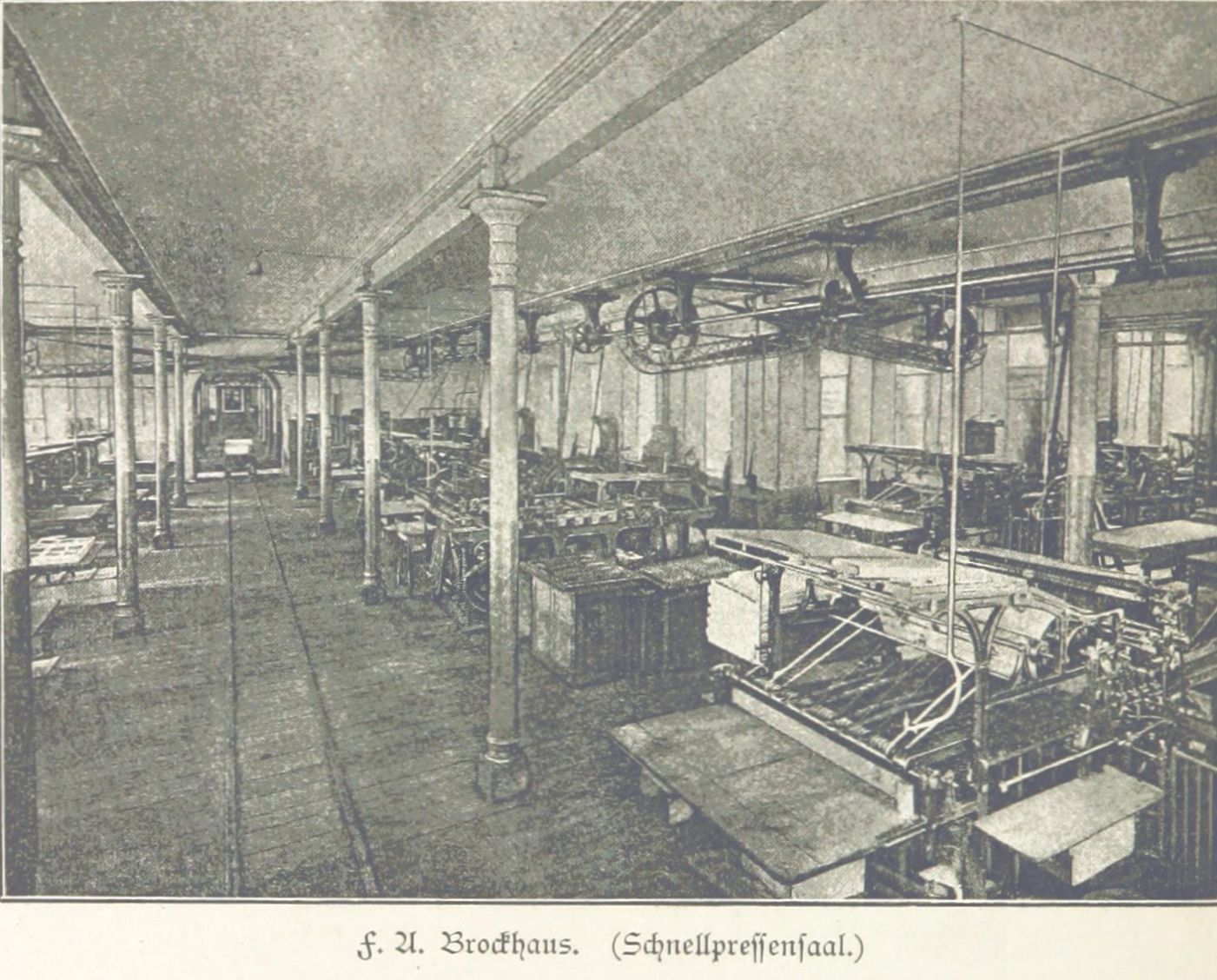
Schnellpressensaal bei F.A. Brockhaus in Leipzig, 1893
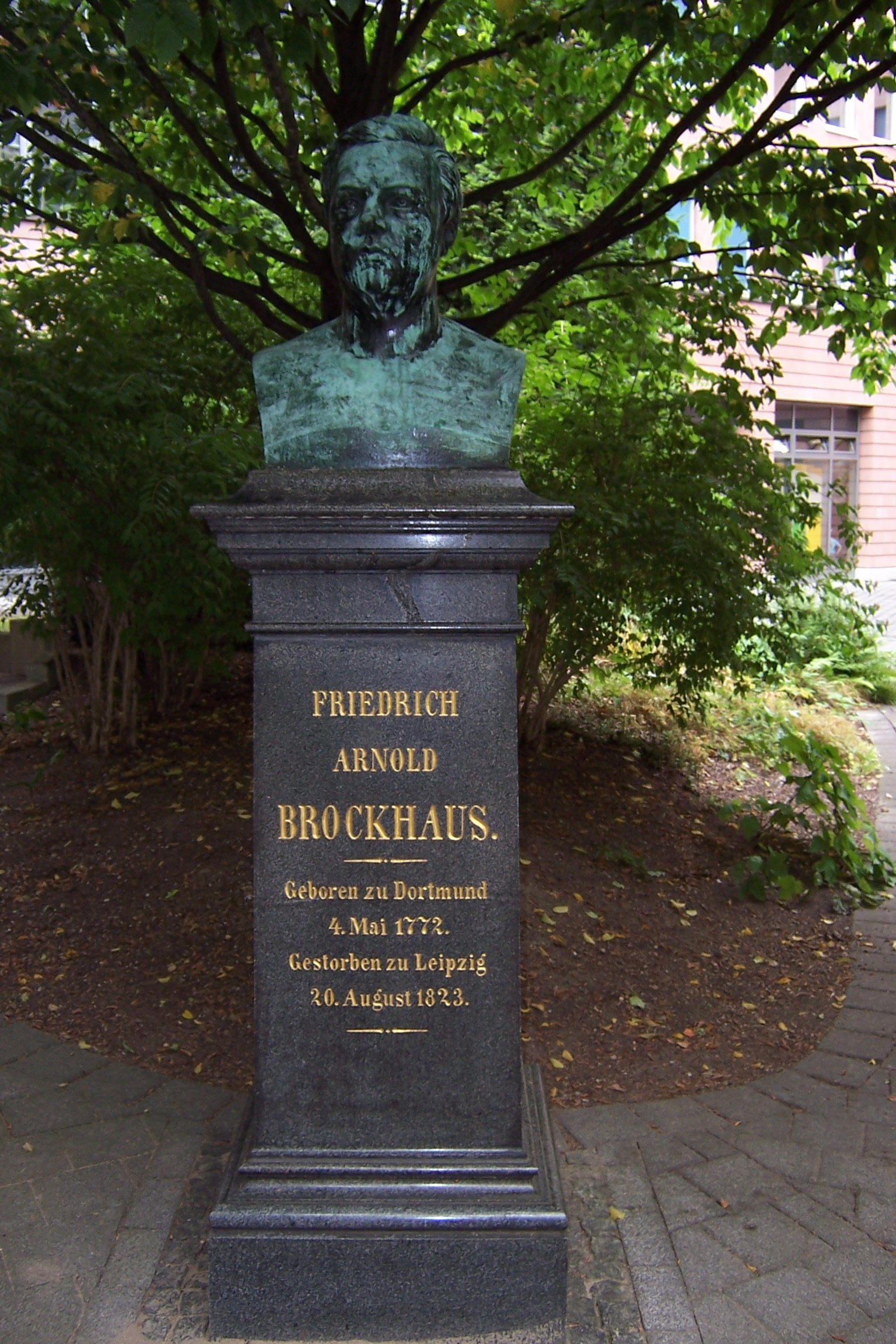
Denkmal für F.A. Brockhaus im Innenhof des ehemaligen Verlagsgeländes in Leipzig (2008)

### Wiesbaden / Mannheim bis 1990

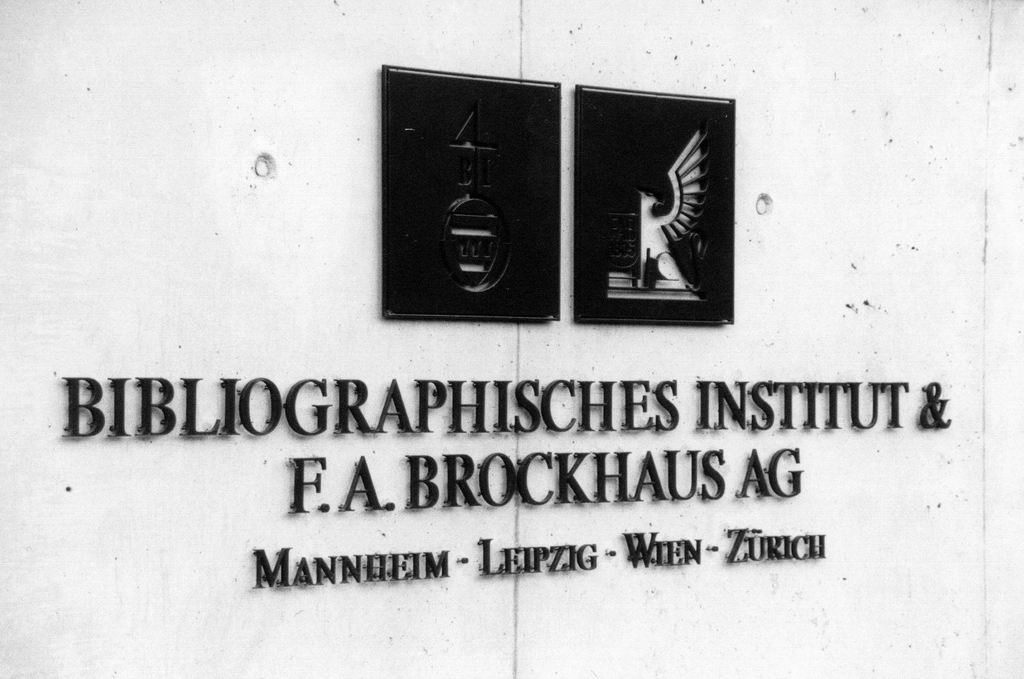
Bibliographisches Institut & F. A. Brockhaus AG in Mannheim, altes Firmenschild (2004)

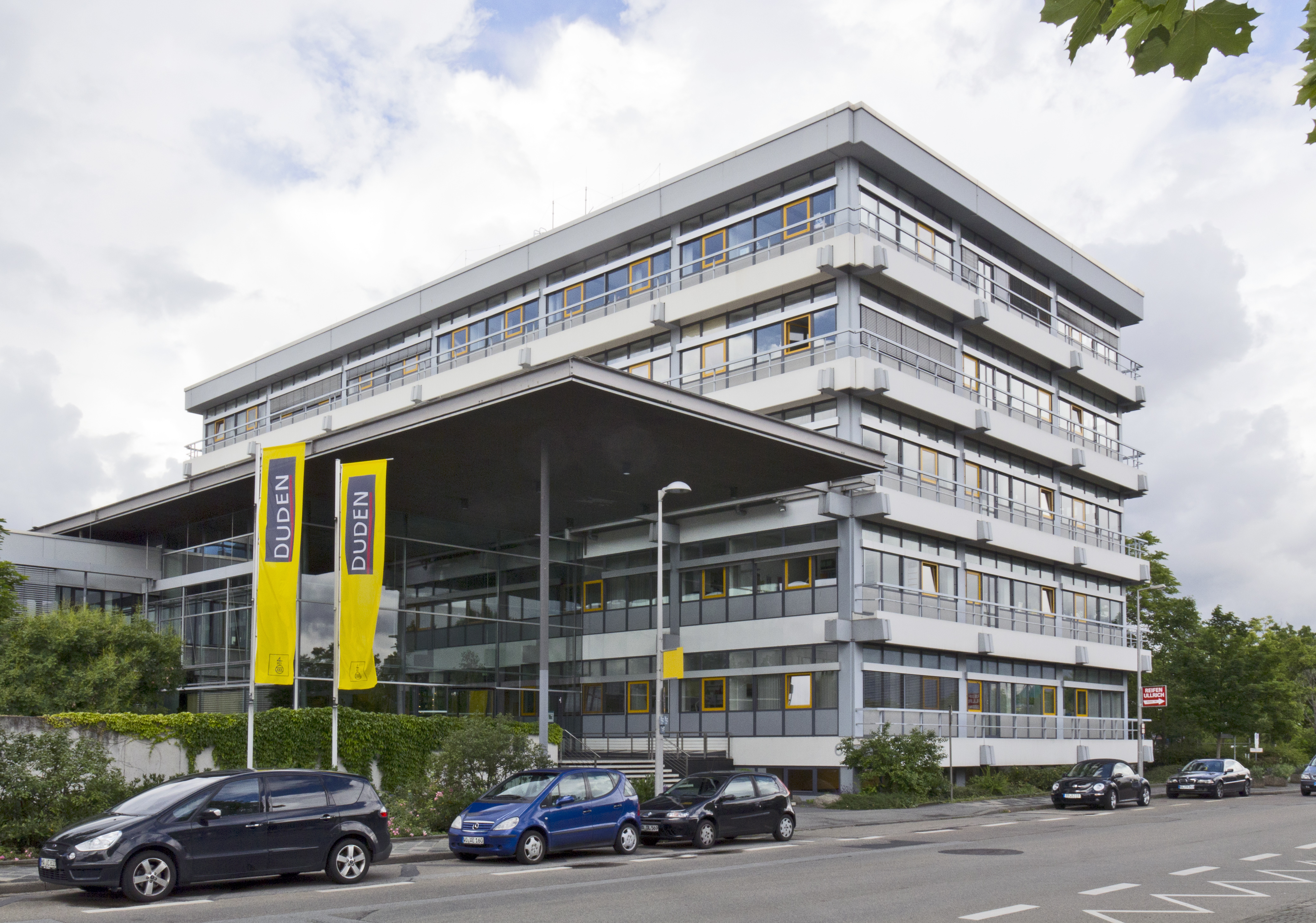
Ehemaliger Hauptsitz in Mannheim (2012)

Die beiden deutschen Lexikonverlage „F. A. Brockhaus“ und „Bibliographisches Institut AG“ fusionierten 1984 zu „Bibliographisches Institut & F. A. Brockhaus AG“ – Verlagsgruppe BIFAB. 1985 wurde Mannheim Unternehmenssitz des Verlags. Die Weiterentwicklung des bis dahin vom Bibliographischen Institut herausgegebenen „Meyers Konversations-Lexikons“ wurde 1986 zugunsten der Brockhaus Enzyklopädie eingestellt. 1988 wurde der Verlag Langenscheidt KG zum Mehrheitsaktionär der Gesellschaft. Im Sektor Tourismus erschien von 1985 bis 1991 die Reihe Brockhaus-Souvenir.

### Entwicklung ab 1990
Nach der Wende in der DDR verstärkten die beiden Verlage zügig ihre Kontakte miteinander. Jedoch brach im zweiten Halbjahr 1990 der Umsatz des Leipziger Unternehmens ein, da die Buchhandlungen ihre Regale für westliche Verlange freiräumen und Ostbücher massenhaft remittierten. Im Januar 1991 wurden in Leipzig die Nachschlagewerke eingestellt, womit jedes Interesse der Mannheimer erlosch, denn Reiseliteratur war für sie nicht maßgeblich. Das Leipziger Unternehmen musste Ende März 1991 Konkurs anmelden. Ende Juni 1991 wurde allen Mitarbeitern gekündigt. Die Treuhand verkaufte das Reiseliteratur-Programm an den Falken-Verlag, der für ein Jahr noch fünf Mitarbeiter in Leipzig beschäftigte. Die restliche Leipziger Brockhaus-GmbH ohne Geschäftstätigkeit wurde – der Namensrechte wegen – schließlich von der Mannheimer Verlagsgruppe gekauft; die restliche Belegschaft von drei Mitarbeitern wechselte 1994 zum Bibliographischen Institut. Von 1993 bis 1995 wurde an der Stelle des alten Verlagsgebäudes in Leipzig das sogenannte Brockhaus-Zentrum erbaut, ein Bürokomplex und Hotel, in dessen Innenhof seitdem das Denkmal für F.A. Brockhaus steht. Der veraltete Maschinenpark wurde teilweise vom Deutschen Buch- und Schriftmuseum in Leipzig übernommen.
Der fusionierte Verlag hielt 1991 das Copyright für Meyers Memo als erstes thematisch gegliedertes Kompaktlexikon, das durch die Redaktion aus Meyers Lexikonverlag in Mannheim erstellt worden war. Seit der CeBIT 2000 bot dann der Verlag Teile seines Textbestandes unter dem Namen xipolis.net im Internet an.
2001 wurde der Verlag im Sinne einer Profit-/Servicecenter-Organisation umgebaut, die Aktivitäten im elektronischen Bereich bündelte man in der 100%igen Tochter Brockhaus Duden Neue Medien GmbH. 2003 wurde der Harenberg-Verlag gekauft und in die Firmengruppe eingegliedert, 2006 wurde der Kunstverlag Weingarten übernommen, der vor allem für Kunstkalender bekannt ist. Seit 2007 erschien das Guinness-Buch der Rekorde bei Brockhaus.
Seit 2006 bot der Verlag rund 150.000 Artikel aus Meyers Lexikon in 24 Bänden unter lexikon.meyers.de kostenlos im Internet an. Nach Verlagsangaben wurde das Angebot 14 Millionen Mal pro Monat abgerufen. Im Zuge des Verkaufs der Brockhaus-Rechte wurde dieses Angebot im März 2009 eingestellt.
Im Februar 2008 kündigte das Unternehmen die Umstellung seines Spitzenprodukts auf eine Online-Version an. Weitere gedruckte Auflagen der zuletzt 30-bändigen Brockhaus Enzyklopädie gab es nicht mehr. Stattdessen sollte der Brockhaus als Portal im Internet angeboten werden, finanziert über Online-Werbung. Damit zog der Verlag die Konsequenzen aus den schlechten Verkaufszahlen des gedruckten Werkes, die Marktanalysen zufolge auf eine Veränderung des Nutzerverhaltens zurückgingen.
Zum 1. Juni 2009 übernahm die wissenmedia GmbH, ein Unternehmen der Bertelsmann-Dienstleistungstochter Arvato, alle Rechte an der Marke Brockhaus (einschließlich der Inhalte des Meyer-Lexikons). Das Bundeskartellamt stimmte dieser Übernahme im April 2009 zu. Mit Bertelsmann gab es damit auf Verlagsseite nur noch einen dominierenden Lexikonanbieter in Deutschland. Entgegen den vorausgegangenen Ankündigungen plante Arvato, die gedruckte Ausgabe der Brockhaus Enzyklopädie fortzuführen; das im Februar 2008 angekündigte Online-Portal sollte hingegen nicht realisiert werden.
Im Juli 2009 übernahm der Cornelsen Verlag die Mehrzahl der Anteile des vormaligen Lexikonverlags von der Langenscheidt-Gruppe und der Familie Brockhaus. Es folgte die Umfirmierung in das Bibliographische Institut.

## Archivgut
Das Archivgut der Verlage F. A. Brockhaus und Bibliographisches Institut aus der Zeit der Verlagsgründungen bis 1945, sowie von den in Leipzig nach 1945 weitergeführten DDR-Verlagen VEB F. A. Brockhaus und VEB Bibliographisches Institut, befindet sich im Staatsarchiv Leipzig. Das Staatsarchiv Leipzig übernahm im Jahr 2009 auch Unterlagen der in diesem Jahr aufgelösten Leipziger Brockhaus-Redaktion.

## Bereiche
Insgesamt gliederte sich das Verlagsprogramm in fünf Bereiche, die mit eigenen Verlagsnamen auftraten:
- Dudenverlag
- Meyers Lexikonverlag
- B. I. Taschenbuchverlag
- Weingarten, Kalenderverlag Mannheim
- Harenberg, Kalenderverlag Dortmund

## Vorstand
Der Geschäftsführung gehörten zuletzt an:
- Marion Winkenbach (Sprecherin)
- Timo Blümer
- Klaus Kämpfe-Burghardt